# Léry (Côte-d'Or)
Léry è un comune francese di 220 abitanti situato nel dipartimento della Côte-d'Or nella regione della Borgogna-Franca Contea.

## Società

### Evoluzione demografica
Abitanti censiti